# Karel Balcar (psycholog)
Karel Balcar (* 12. listopadu 1939, Praha) je český klinický psycholog, vědec a vysokoškolský učitel.

## Život
Narodil se do rodiny úředníka a dělnice a je nejstarším ze tří bratrů. Díky studiu střední ekonomické školy v Praze, obor mezinárodní vztahy, se naučil několik světových jazyků. Ihned po maturitě absolvoval povinnou dvouletou vojenskou službu. Dříve než se vydal na psychologickou dráhu, pracoval jako likvidátor ve Státní bance a jako sanitář v PN Bohnice.  Dnes je jedním z nejvýznamnějších českých psychologů.

## Cesta ke studiu psychologie
V rozpravě s Tomášemem Rodným pro studentský časopis „Propsy“ (1998) diskutoval o tom, proč se rozhodl právě pro studium psychologie. Balcar odlehčeně říká: "Svým povahovým založením ani schopnostmi se k psychologickému řemeslu nehodím, hodím se k němu však nashromážděnými vysvědčeními, což v mé době byla kvalifikace nutná i postačující." Dle jeho slov trvalo několik let, než se ke studiu psychologie mohl přihlásit kvůli nevůli tehdejšího režimu, který mu nechtěl vystavit nezbytné potvrzení, byť i jen k účasti na přijímacím řízení. Přihlášku si později podal na poslední chvíli bez zvláštních nadějí na přijetí. Balcar měl výhodu, že absolvoval studium mezinárodních vztahů a uměl proto, lépe než jeho kolegové, cizí jazyky. To mu pomohlo čerpat informace ze zahraniční literatury. To, jak se stal známým psychologem, popisuje opět s typickou nadsázkou: "Chvalně známým českým psychologem jsem se stal díky tomu, že jsem většinou a na většinu (uznávám však i existenci a práva menšin!) coby hodný hoch dělal dobrý dojem." 

## Vzdělání
Karel Balcar vystudoval jednooborovou psychologii na Filozofické fakultě Univerzity Karlovy mezi lety 1962–1967. V roce 1970 zde získal doktorát v oboru psychologie a psychopatologie a v roce 1993 byl v oboru psychologie habilitován.  V rámci doktorského programu se specializacemi psychologie osobnosti a měření studoval také na Illinoiské univerzitě. Zde pracoval v Laboratoři pro výzkum osobnosti pod vedením významného psychologa Raymonda B. Cattella (1968–1969), a poté v práci navázal na katedře psychologie na Denverské univerzitě u Johna L. Horna (1969).  V roce 1975 se stal kandidátem psychologických věd na Československé akademii věd. Dále získal odbornou atestaci v klinické psychologii (1983) a v systemické psychoterapii v Institutu postgraduálního vzdělávání ve zdravotnictví (1999). V roce 2003 se stal supervizorem v systemické a rodinné terapii u Společnosti rodinné terapie ČR. 

## Kariéra
Jeho profesní záběr je široký. Mimo jiné se podílel na přípravě vrcholových sportovců, pracoval s ohroženou mládeží a pomáhal se resocializovat odsouzeným recidivistům.  Zabývá se především psychologií osobnosti, psychoterapií, rodinnou terapií, psychosomatikou a psychodiagnostikou. V klinické praxi se věnuje dětem školního věku, zkušenosti má však i s dospělými a rodinami. Vede psychoterapeutické výcviky a vzdělávací akce zaměřené na zvládání stresu, řešení osobních problémů a mezilidských vztahů.  V psychoterapii inklinuje zejména k logoterapii, zabývá se i gestalt terapií. 
V minulosti působil v Psychologickém ústavu ČSAV (1967–1972), v Kabinetě psychologie Institutu pro další vzdělávání lékařů v Praze (1972–1992), na Katedře psychologie Filozofické fakulty Univerzity Karlovy v Praze (1992–1994). V letech 1994–2006 na Oddělení lékařské psychologie 3. lékařské fakulty Univerzity Karlovy v Praze vyučoval výzkumnou metodologii a lékařskou psychologii. Od roku 2006 pracuje jako vedoucí Oddělení vědy a výzkumu na Pražské vysoké škole psychosociálních studií , kde jako kmenový pracovník působí jak pedagogicky, tak výzkumně. 
Byl jedním z prvních, kteří působili na subkatedře klinické psychologie v Ústavu pro doškolování lékařů (dnešní Institut postgraduálního vzdělávání ve zdravotnictví), která byla založena v roce 1968 profesorem Jiřím Diamantem, jenž téhož roku emigroval do Nizozemska. Karel Balcar zde od roku 1972 pracoval s dalšími významnými osobnostmi oboru, jako prof. PhDr. Josefem Langmeierem, CSc., prof. PhDr. Pavlem Říčanem, CSc. a dalšími. 

#### Vztah klogoterapii
Balcar ve své terapeutické praxi využívá mmj. logoterapii. U této metody oceňuje, že člověka neredukuje na hmotnou soustavu nebo funkci prožitkového systému. Jako úskalí dnešního přístupu psychologů, vědců a lékařů vidí přílišný důraz na dědičnost nebo vliv prostředí a na člověka je poté nahlíženo jako na někoho, kdo za nic nemůže. Logoterapii oceňuje v tom, že člověka bere jako svobodného a odpovědného. Člověk může být zodpovědný za to, že si nemoc přivodil, a je zodpovědný také za to, co s touto nemocí udělá. Člověk má proto přijímat odpovědnost za svůj život jako celek.

#### Gestalt terapie
Balcar ve své praxi využívá také prvky gestaltu (též tvarové terapie). Gestaltem se zabýval hlavně dříve, dnes ji využívá jen u určitých klientů. Na gestaltu oceňuje, že bere člověka vážně, že ho nepřizpůsobuje svým již vytvořeným konstrukcím. Souhlasí se svým bývalým kolegou Stanislavem Kratochvílem, že tvarová terapie nemá žádný tvar, protože tato terapie sice má několik vůdčích linií, ale žádný pevný technologický tvar. Vidí to však jako její výhodu, protože tvar terapii dodává právě klient a jeho jedinečné prožívání, projev a schopnosti.

## Dílo
Je aktivní jako autor a spoluautor. Napsal například učebnici Úvod do studia psychologie osobnosti, spolu s Josefem Langmeierem a Janem Špitzem Dětskou psychoterapii. Roku 1969 vyšel jeho první publikovaný vědecký článek a zároveň jeho nejcitovanější článek, na němž se podílel ve spolupráci s významným psychologem Raymond B. Cattelem.  Působí jako překladatel odborných textů z angličtiny, francouzštiny, ruštiny a němčiny do českého jazyka. Přeložil například existenciální škálu Alfrieda Längleho. která se používá v logoterapii, knihy Úvod do psychologie náboženství, Teorie a terapie neuróz, Učíme děti myslet a učit se, Logoterapie ve výchově, Přehled teorií osobnosti a další.